# Liste der Monuments historiques in Château-Garnier
Die Liste der Monuments historiques in Château-Garnier führt die Monuments historiques in der französischen Gemeinde Château-Garnier auf.

## Liste der Objekte
| Bezeichnung               | Beschreibung    | Standort                        | Kennzeichnung | Schutzstatus | Datum | Bild |
| ------------------------- | --------------- | ------------------------------- | ------------- | ------------ | ----- | ---- |
| Hauptaltar mit Tabernakel | 1900 geschaffen | in der Kirche St-Maurice (Lage) | PM86001524    | Inscrit      | 2014  |      |